# 寺尾克彦
寺尾 克彦（てらお かつひこ、1968年2月19日 - ）は、福島放送（KFB）の社員。元アナウンサー。2021年現在は、営業推進部部長。

## 人物
静岡県静岡市出身。明治学院大学卒業後、1990年福島放送に入社。同期は益子直美。
入社まもなく、土曜朝の情報番組『あいうえお天気目玉焼』の司会を担当。その後、ふくしまスーパーJチャンネルの司会や高校野球福島県大会の実況などを担当。
車上荒らしのニュースを読んでいたが、被害にあったのは自分の愛車だったというエピソードを持っている。
2006年3月に営業部へ異動。異動後もしばらくは一部コマーシャルや番宣などのナレーションを担当し、東日本大震災時にはアナウンサーの補欠要員として、報道フロアから震災・原発事故関連のニュースを伝えた。

## 担当番組
- あいうえお天気目玉焼 → あいうえお天気目玉焼Lサイズ - 司会（1990年4月7日 - 1995年3月）
  - 最終回にも出演。
  - この際共演したメイン司会者だった羽藤淳子とは、1997年3月から1998年9月まで『ふくしまスーパーJチャンネル』で再び司会者として共演。
- ふくしまニュース1番街 - スポーツコーナー担当
- ふくしまスーパーJチャンネル
  - 初代メイン司会者（1997年3月31日 - 2000年3月31日）
  - ニュース担当
  - 暮らしのマネー塾
- ザ・福島ターフ倶楽部G
- 全国高等学校野球選手権福島大会 - 実況
- 福島まるごとライブ ヨジデス - 『パネルクイズ アタック25』福島放送代表予選会を伝えた際に営業推進部部長としてインタビュー出演（2021年7月28日放送）。